# Pardalaspinus nitidus
Pardalaspinus nitidus är en tvåvingeart som först beskrevs av Hardy 1973.  Pardalaspinus nitidus ingår i släktet Pardalaspinus och familjen borrflugor.
Artens utbredningsområde är Thailand. Inga underarter finns listade i Catalogue of Life.